# Provinz Palpa
Die Provinz Palpa ist eine von fünf Provinzen der Region Ica an der Pazifikküste Perus. Die Provinz hat eine Fläche von 1232,9 km². Die Einwohnerzahl betrug im Jahr 2017 13.232. Im Jahr 2007 lag diese bei 12.875. Verwaltungssitz ist die Stadt Palpa.

## Geographische Lage
Die Provinz Palpa grenzt im Norden an die Provinz Huaytará (Huancavelica), im Osten an die Provinz Lucanas (Ayacucho), im Süden an die Provinz Nasca und im Westen an die Provinz Ica.

## Verwaltungsgliederung
Die Provinz Palpa gliedert sich in fünf Distrikte (Distritos). Der Distrikt Palpa ist Sitz der Provinzverwaltung.
| Distrikt   | Verwaltungssitz |
| ---------- | --------------- |
| Llipata    | Llipata         |
| Palpa      | Palpa           |
| Río Grande | Río Grande      |
| Santa Cruz | Santa Cruz      |
| Tibillo    | Tibillo         |